# Troglaegopis mosorensis
Troglaegopis mosorensis is een slakkensoort uit de familie van de Zonitidae. De wetenschappelijke naam van de soort is voor het eerst geldig gepubliceerd in 1933 door Kuscer.